# Igualada Femení Hoquei Club Patins
L'Igualada Femení Hoquei Club Patins (Igualada Femení HCP) és un club esportiu d'Igualada, a l'Anoia, fundat el 2002, dedicat a la pràctica de l'hoquei sobre patins femení. És considerat com l'únic club d'hoquei sobre patins exclusivament femení a Catalunya. El club sorgí com a continuació de la secció esportiva del Club Natació Igualada creada l'any 1991. Entre 2007 i 2013 s'integrà dins de l'estructura de l'Igualada Hoquei Club. El 2013 s'inicià un ambiciós projecte esportiu que l'ha convertit a dia d'avui a ser el club amb més equips inscrits a les competicions femenines de la Federació Catalana de Patinatge un dels referents en la formació de base femenina de Catalunya.

## Història
L'origen de l'hoquei sobre patins femení a la ciutat d'Igualada es remunta a l'any 1981 amb un projecte inicial des de l'Igualada Hoquei Club, que no reeixí per la manca d'implantació de l'hoquei femení i d'estructura competitiva a nivell català.
Nou anys més tard, a l'any 1990, amb el nou impuls de quatre jugadores Teresa Torrents, Minerva Contreras, Marissa Torras i Concepció Fontanilles farien possible la idea incorporant familiars i amigues com Anna Lloveras, Natàlia Prat Èlia Balsells, entre d'altres. L'equip, amb el nom de la comarca de l'Anoia, tingué com a entrenador a Moisès Cervera, que compaginava la preparació de les jugadores amb les seves actuacions amb el Primera Catalana de l'Igualada HC. L'octubre de 1989 disputaren el seu primer partit amistós a la pista del Club Hoquei Corbera de Llobregat, que participava a la primera lliga femenina organitzada per la FCP) i guanyaren 2 a 4. Davant de l'èxit, aquell equip va demanar al Igualada Hoquei Club integrar-se a la seva estructura, però el club igualadí, de la mà de Josep Santacana, va descartar aquesta opció. La solució vingué de la mà del Club Natació Igualada i el seu president Lluís Bassas, amb la creació de la secció d'hoquei patins femení. La secció aconseguí sis Lligues catalanes, set Campionats d'Espanya i les seves jugadores conformarien la base de la selecció espanyola que guanyaria els primers campionats del món i europeus.
El 1993 l'equip igualadí guanyà la seva primera Lliga catalana i, també, el primer Campionat d'Espanya hoquei patins femení que se celebrà Reus i que organitzà la Reial Federació Espanyola de Patinatge. Aquest doblet es repetí durant les sis temporades següents de forma consecutiva, essent el club dominador durant la dècada del 1990. Entre d'altres jugadores, destacaren Teresa Torrents i Casellas, Concepció Fontanilles i Prat, Minerva Contreras i Porta, Susanna Castilla Martínez. El 2000 el club igualadí guanyà el seu darrer títol important, el Campionat d'Espanya per setena ocasió.
L'any 2002 la secció d'hoquei es constituí oficialment com a club i es fundà l'Igualada Femení Hoquei Club Patins. A partir d'aquella primera temporada gaudí del patrocini de Tot Graf, patrocinador que es manifestà en la denominació de l'equip durant cinc temporades. Una mostra de continuïtat del treball realitzat anteriorment fou l'organització del Torneig d'hoquei patins femení Ciutat d'Igualada, que en aquest cas esdevingué la cinquena edició. A la temporada 2007-2008, el club s'integrà a les estructures de l'Igualada Hoquei Club, renunciant a la seva autonomia orgànica en favor de majors potencialitats per a l'hoquei femení. No obstant, els equips base van desaparèixer una temporada més tard quedant únicament l'equip sènior. Durant aquells anys, la crisi econòmica i financera global generà molts problemes al club igualadí, la qual cosa deixà al primer equip femení sense patrocini ni una base de la que nodrir-se i al masculí en una situació molt difícil per a disputar l'OK Lliga. A finals de la temporada 2012-2013, davant la constatació que l'equip femení es veuria forçat a renunciar a la màxima competició estatal femenina en un futur immediat, l'Igualada Femení HCP s'escindí i es reconstituí com a club.
El renovat projecte social, econòmic i esportiu, malgrat mantenir la categoria d'or estatal, començà amb importants dificultats econòmiques. Si bé reuniren els 3.500 euros necessaris per a inscriure's a l'OK Lliga femenina, en necessitaven d'altres per a satisfer les despeses de la temporada, tot i que cap jugadora cobrava. Per aquesta raó, les jugadores del primer equip, engegaren una campanya per a recaptar fons anomenada 'No ens deixis en boles, dona'ns vida'. Una de les accions que tingué més ressò mediàtic fou la difusió d'un vídeo promocional, en el qual aparegueren despullades com a metàfora de la situació de discriminació en la que es trobaven. El setembre de 2013, les jugadores exposaren el seu cas al programa Els matins de TV3 i un espectador de la Pobla de Claramunt, propietari de l'empresa Gavarró SA, trucà i manifestà que es faria càrrec de les despeses necessàries, que sumaven 2.000 euros.
En aquella primera temporada 2013-2014 com a Igualada Femení Hoquei Club Patins, les igualadines van mantenir la categoria en el darrer partit de la temporada contra al CP Santa María del Pilar. A la temporada 204-2015 l'equip de l'Anoia completaria una bona temporada i es classificaria per disputar la Copa de la Reina a Lloret de Mar. L'equip igualadí va caure a quarts de final contra el CP Manlleu que s'acabaria proclamant campió de la competició. Però a la temporada 2015-2016, després d'obtenir molts mals resultats, el club descendí a la divisió Nacional Catalana. A la temporada 2019-2020 aconseguí pujar de nou a l'OK Lliga femenina, després que la Real Federació Espanyola de Patinatge suspengués la competició per culpa de la pandèmia per coronavirus de 2019-2020 i prengués com a bones les posicions dels equips en el moment de la suspensió. Fou així com el club, després de quatre temporades, tornà a jugar a la màxima categoria estatal.

## Presidents
- Salvador Gil (2002-2017)[a][1]
- Jordi Besa i Valls (des de 2017)[1][8]

## Entrenadors
- Maria Fernández Grande «Pulgui» (2017-2020)[9]
- Toni Aranda i Córdoba (2020-2021)[9]
- Albert Bou (2020-2021)
- Carles Marín Ausió (2021-2023)
- Jordi Mier (2022-2023)